# Jan Rothenbacher

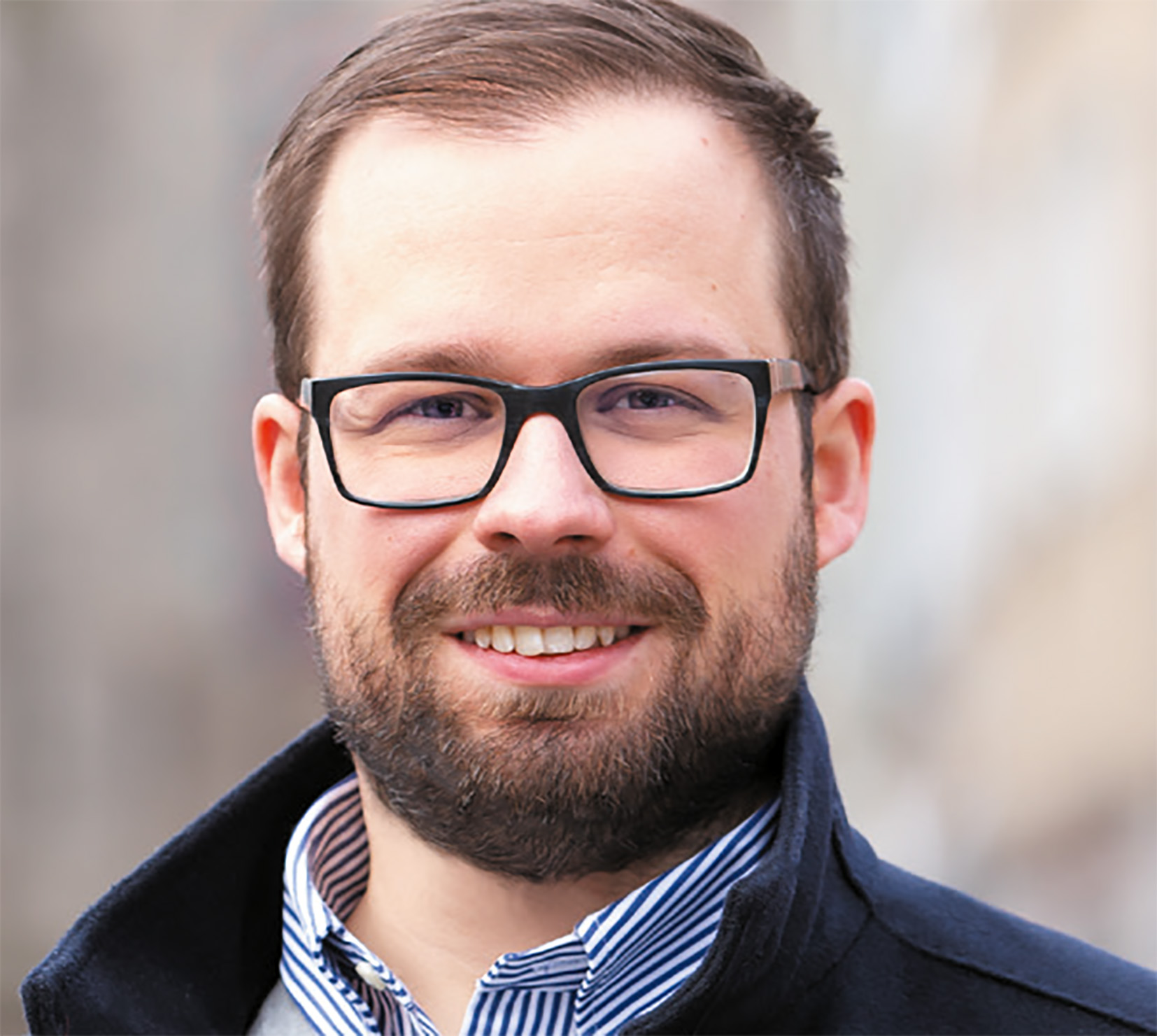
Jan Rothenbacher 2023

Jan Rothenbacher (* 15. Dezember 1992 in Illertissen) ist ein deutscher Politiker (SPD). Er ist Oberbürgermeister der Stadt Memmingen.

## Leben
Rothenbacher wuchs in Balzheim auf. Er erlangte die Mittlere Reife an der Realschule Erolzheim und das Abitur an der Robert-Bosch-Schule Ulm. Von 2012 bis 2015 studierte er Politik- und Verwaltungswissenschaft in Konstanz und schloss mit dem Bachelor of Arts (B. A.) ab. Anschließend folgte von 2015 bis 2017 ein Masterstudium der Politikwissenschaften mit dem Schwerpunkt Verwaltung in Bremen. Studienbegleitend war er von 2012 bis 2014 als Pflegeassistent sowie 2015 bis 2016 und 2017 als wissenschaftliche Hilfskraft an der Universität Bremen tätig.
Jan Rothenbacher war zudem im Rahmen eines Praxissemesters 2014 im Bundestagsbüro von Martin Gerster tätig. Im Jahr 2016 ging er zur Niederlassung der Friedrich-Ebert-Stiftung nach Washington, D.C. (USA). 
Von 2017 bis 2021 arbeitete er bei der BwConsulting, dem Inhouse-Beratungsunternehmen im Geschäftsbereich des deutschen Bundesministeriums der Verteidigung. Er wechselte 2021 in die Privatwirtschaft zu PricewaterhouseCoopers Deutschland.
Er engagierte sich in verschiedenen parteipolitischen Funktionen, zuletzt als Vorsitzender des SPD-Kreisverbandes Alb-Donau. Im Jahre 2021 kandidierte er als Direktkandidat für den Bundestag im Wahlkreis Ulm, den jedoch erneut Ronja Kemmer (CDU) gewann.
Anfang März 2023 wurde er mit 55,4 % der Stimmen zum Oberbürgermeister der Stadt Memmingen gewählt. Er gewann die Wahl gegen den Amtsinhaber Manfred Schilder, der 38,3 % der Stimmen erreichte. Er trat sein Amt am 21. März 2023 an. Mit Amtsantritt löste Jan Rothenbacher den Göppinger Oberbürgermeister Alexander Maier als jüngsten Oberbürgermeister Deutschlands ab. Er behielt diese Position bis zur Wahl von Patrick Wegener in Öhringen, der am 13. Juli 2025 gewählt wurde und sein Amt noch antreten wird. 
Rothenbacher ist verheiratet, hat drei Kinder und evangelisch-lutherischer Konfession.